# 球序香蒲
球序香蒲（学名：Typha pallida）为香蒲科香蒲属的植物。其种加词“pallida ”意为“淡色的”。分布于中亚地区以及中国大陆的内蒙古、河北、新疆等地，多生长在塘边、水泡子、沼泽、河边以及低洼湿地，目前尚未由人工引种栽培。